# Populacja hipotetyczna
Populacja hipotetyczna – populacja statystyczna, która nie istnieje w rzeczywistym świecie, a jest jedynie wynikiem pewnego abstrakcyjnego wyobrażenia.
Przykład: rzucamy monetą nieskończoną liczbę razy. Realizacja takiego doświadczenia jest niemożliwa, nie przeszkadza nam to jednak w badaniu hipotetycznej populacji, składającej się z nieskończonej liczby wyników rzutu monetą.